# Beania pulchella
Beania pulchella är en mossdjursart som beskrevs av Livingstone 1929. Beania pulchella ingår i släktet Beania och familjen Beaniidae. Inga underarter finns listade i Catalogue of Life.